# Emisión conjunta
Una emisión conjunta en filatelia es la emisión del mismo sello postal por dos o más administraciones postales de diferentes países miembros de la Unión Postal Universal (UPU). Las administraciones postales involucradas acuerdan los términos, condiciones de la emisión, así como el común diseño del motivo a plasmar en el sello. 
Estas emisiones se hacen principalmente para celebrar o conmemorar eventos que envuelven a los países emisores; aunque también hay casos en los que un país desea celebrar algún tema específico del otro país, bien por motivos de interés o por respeto a su cultura y tradiciones. 

## Características
Los principales puntos que caracterizan una emisión conjunta son los siguientes:
- Pueden ser emitidos uno o más sellos.
- Pueden estar involucrados dos o más países miembros de la UPU. Solo se considera una emisión por país independiente, esto quiere decir que si un territorio que posea una administración postal propia emite el mismo sello que la administración postal del país al que pertenece, no será considerada la emisión como conjunta.
- Cada sello tiene el mismo diseño en todos los países involucrados y, en la mayoría de los casos, las mismas dimensiones.
- Cada país utiliza su idioma para la descripción del sello y determina su valor facial (obviamente en la divisa nacional).
- Los sellos presentan el nombre del país emisor; no es norma general que tenga que aparecer el nombre del o de los otros países involucrados, aunque se puede hacer mención de que es una emisión conjunta.
- Si bien los sellos son emitidos generalmente el mismo día en cada país, no es regla general, ya que puede darse el caso de que un país, por motivos diversos, realice la emisión otro día.

## Galería
| Emisión conjunta Kazajistán-Ucrania: Fauna marina, 6 de septiembre de 2002                                         |   |  |
| | — |  |
| | — |  |
| Emisión conjunta Armenia-Rusia: Día de Armenia en la Federación Rusa, 22 de enero de 2006                          |   |  |
| Bandera de Armenia                                                                                                 | — |  |
| Emisión conjunta Alemania-Letonia: Patrimonio cultural de la Unesco: Riga, Stralsund y Wismar, 12 de julio de 2007 |   |  |
| | — |  |
| | — |  |